# Заречный (Сергиево-Посадский район)
Заречный — посёлок в Сергиево-Посадском районе Московской области России, входит в состав сельского поселения Лозовское (1994—2006 гг. — посёлок Воздвиженского сельского округа).

## Население
| 2002 | 2006 | 2010 |
| ---- | ---- | ---- |
| 742  | ↗745 | ↘728 |

## География
Посёлок Заречный расположен на севере Московской области, в южной части Сергиево-Посадского района, на границе с Пушкинским районом, на Ярославском шоссе М8, примерно в 39 км к северу от Московской кольцевой автодороги 14 км к юго-западу от железнодорожной станции Сергиев Посад и 10 км к юго-западу от железнодорожной станции Хотьково , на берегу реки Вори бассейна Клязьмы.
В 10 км юго-западнее посёлка проходит Московское малое кольцо А107, в 22 км к северо-востоку — Московское большое кольцо А108, в 4 км к западу — пути Ярославского направления Московской железной дороги. Ближайшие сельские населённые пункты — деревня Голыгино, сёла Воздвиженское и Радонеж.
Через посёлок проходят три автобусных маршрута (остановка Поселок Заречный): № 33 Сергиев Посад — Софрино, № 34 Воздвиженское — Софрино — Луговая и № 388 Сергиев Посад — Москва (метро ВДНХ).
В посёлке есть Воздвиженская основная школа,Детский сад №74,почтовое отделение,амбулатория или библиотека.Работает Загорский Опытный Завод Пластмасс.Посёлок разделяет мост на 2 части.Правый берег центральная и старая часть посёлка,Левый берег дачная и новая часть посёлка состоящая из двух пятиэтажек.До 1950-60-х годов посёлок назывался Чистые Соли.

## Образование
В посёлке располагается одна средняя общеобразовательная школа
- Школа Воздвиженская основная[10]